# Annona atabapensis
Annona atabapensis är en kirimojaväxtart som beskrevs av Carl Sigismund Kunth. Annona atabapensis ingår i släktet annonor, och familjen kirimojaväxter. Inga underarter finns listade i Catalogue of Life.